# Groeningebrug
De Groeningebrug is een brug in centrum van de stad Kortrijk. De brug overspant de rivier de Leie en verbindt de Burgemeester Vercruysselaan met de Minister Liebaertlaan. Op de plaats van deze brug hebben reeds diverse andere bruggen gestaan, waaronder een sierlijke stalen brug en later een betonnen brug.
De huidige brug vormt een nieuwe brug die in het kader van de verbreding en rechttrekking van de Leie, de Leiewerken, werd opgetrokken om schepen met 2 gestapelde containers doorgang te bieden. Bij het ontwerp van de nieuwe brug werd ook het nabijgelegen Koning Albertpark in het concept opgenomen waarbij de oevers langs beide zijden van de brug nu naar het water hellen en het park zo visueel een geheel vormt langs beide zijden van het water, waarbij de Groeningebrug de fysieke link vormt tussen beide.
De brug wordt in de volksmond de Kromme Lairesbrugge genoemd, naar de laatste veerman toen het veer door een brug werd vervangen.
Broelbrug · Budabrug · Brug over Sluis 11 · Collegebrug · Dambrug · De Drie Duikers · Gentbrug · Gerechtshofbrug · Groeningebrug · Kalkovenbrug · Kasteelbrug · Leiebrug · Luipaardbrug · Noordbrug · Overzetwegbrug · Reepbrug · Ronde van Vlaanderenbrug · Spoorwegbrug Kanaal · Viaduct R8 (Harelbeke) · Viaduct R8 (Marke) · Viaduct R8 (Stasegem)